# 鎖 (小説)
『鎖』（くさり）は、日本の小説家乃南アサによる小説。「音道貴子」シリーズの1作であり、第115回直木三十五賞を受賞した『凍える牙』の続編である。
単行本は、2000年10月25日に新潮社のシリーズ「新潮ミステリー倶楽部」より書き下ろしで刊行された。単行本のカバー写真は、三谷龍二による。単行本の装幀は、平野甲賀・新潮社装幀室による。文庫版は、2003年12月1日に新潮文庫より刊行された。
著者の乃南は、本作のタイトルについて、「広い意味で言えば、貴子の職場、男性社会ニッポンを三回くらい重ね塗りしたような警察という巨大組織も『鎖』ですし、今回、貴子の置かれた状況自体も『鎖』、犯人の一人にどうしようもなく惹かれ縛られている女性についてもそうですね」とコメントしている。
関西大学の片桐ゼミのウェブページには、「監禁場所をどう見つけ出すのか、どうやって助けるのかというのが、臨場感をもって伝わってきます」「警察官や犯人の人間性と心理が丁寧に描かれている」との書評が掲載されている。
2016年に小池栄子主演でテレビドラマ化されている。

## あらすじ
ある年の4月、東京都武蔵村山市大南6丁目で、占いを生業としている御子貝春男・睦子夫婦、および信者が惨殺された状態で発見される。重要な事件の初期の捜査活動に当たることを任務とする機動捜査隊に所属している音道貴子は、警視庁刑事部捜査一課に所属している星野という男とコンビを組んで、事件の捜査に加わる。貴子が捜査をしていると、過去に発生したひったくり事件で被害を受けた上に怪我を負った中田加恵子という女性を発見する。そんな中、春男が架空名義の銀行口座に多額の現金を預けていたことが発覚する。貴子たちは、銀行の関係者について調べを進める。やがて、貴子と星野は、それぞれ単独で捜査を進めることになる。

## 主な登場人物
音道貴子
機動捜査隊に所属している女性刑事。
星野
警視庁刑事部捜査一課に所属している男性刑事。
昂一
貴子の恋人。
御子貝春男
占い師。
睦子
占い師。

## テレビドラマ
『鎖 女刑事 音道貴子』（くさり おんなけいじ おとみちたかこ）のタイトルで、2016年7月6日水曜日の21時 - 22時48分に、テレビ東京系の「水曜ミステリー9」枠で放送された。主演は小池栄子。
キャスト
- 音道貴子 - 小池栄子
- 中田加恵子 - 西田尚美
- 星野秀夫 - 阿部力
- 平嶋真紀 - 篠田麻里子
- 島崎晋 - 東根作寿英
- 保戸田修 - 尾上寛之
- 柳沼伸治 - 益岡徹
- 守島勝則 - 阿南健治
- 鶴見明 - 蛯沢康仁
- 吉村管理官 - 佐戸井けん太
- 堤健輔 - 黄川田将也
- 井川一徳 - 小木茂光
- 滝沢保 - 高橋克実
- 木下高志 - 佐渡稔
- 遠藤宏一郎 - 高杉瑞穂
- 緒方徹 - 山中敦史
- 水町レイコ、太田恭輔、鬼塚俊秀、紗綾、山本泰弘、池田道枝、中村高華、苑美、清野佳津美、今藤圭哲、田邉淳一、本多晋、重枝三枝子、井原雅澄、大沼美和子

スタッフ
- 原作 - 乃南アサ 『鎖』（新潮文庫刊）
- 脚本 - 坂上かつえ
- 監督 - 児玉宜久
- バイクスタント - スーパードライバーズ（大谷奈津江）
- バイクコーディネート - 徳田輪業
- 警察監修 - 尾崎祐司
- ガンエフェクト - 芦野広忠、田村卓海
- 技斗 - 坂田龍平（オフィスワイルド）
- 技術協力 - アップサイド
- 美術協力 - 京映アーツ
- ロケ協力 - あきる野フィルムコミッション、ひのでロケ支援隊、味の素スタジアム、川崎競輪場、立川競輪場　ほか
- プロデューサー - 山鹿達也（テレビ東京）、内堀雄三、元信克則
- 製作 - テレビ東京、BSジャパン、ユニオン映画